# Arctornis hedleyi
Arctornis hedleyi är en fjärilsart som beskrevs av Holloway 1999. Arctornis hedleyi ingår i släktet Arctornis och familjen tofsspinnare. Inga underarter finns listade i Catalogue of Life.